# Fuerte Resolí
Fuerte Resolí. Bastión de la lucha separatista dominicana y símbolo de la Independencia en Azua.
El Fuerte Resolí es un cerro ubicado en el norte de la ciudad de Azua de Compostela desde el cual se puede observar toda la ciudad y la Bahía de Ocoa (no confundir con el fuerte homónimo en Najayo Arriba, San Cristóbal, construido en 1828 por Jean-Baptiste Riché general haitiano más tarde presidente de Haití). Sirvió como fuerte a las tropas dominicanas en la Guerra de Independencia, donde tuvo lugar uno de los más laureados encuentros armados de la Batalla de Azua del 19 de marzo de 1844. 
En su falda estuvo un regimiento de fusileros bajo las órdenes Vicente Noble y en lo alto el regimiento de macheteros de Azua comandados por Nicolás Mañón. La gloria del Fuerte Resolí viene dada por la carga a machete ordenada por Mañón que sirvió para fulminar el ataque de las huestes haitianas que avanzaban por el Camino de El Barro. En ese combate, el ejército dominicano resultó vencedor y su comandante, Nicolás Mañón, herido de muerte. Su cuerpo, a petición suya, fue enterrado en lo alto de la colina.
Un monumento funerario en lo alto de la colina fue construido por el Ayuntamiento de Azua en 1916. 
- Datos: Q5870534